# Olga Guillot
Olga Guillot (Santiago de Cuba, 9 d'octubre de 1922 - Miami, EUA, 12 de juliol de 2010) fou una cantant cubana, filla i neta de catalans. Fou coneguda com la reina del bolero.
Sent encara una nena marxà a l'Havana, on es formà musicalment. Després d'integrar el duo Hermanitas Guillot i el quartet Siboney, el 1945 inicià la seva carrera com a solista. Elegida com la millor cantant de Cuba el 1946 –primer dels nombrosos premis que rebria--, els anys següents la seva fama s'internacionalitzà, gràcies a brillants interpretacions de boleros com Mienteme o Tú me acostumbraste. Fruit del seu èxit, actuà en algunes pel·lícules, entre elles Venus de fuego (1949), de Jaime Salvador, o Música de ayer (1958), de Juan de Orduña.
Després del triomf de la revolució cubana, el 1961 s'exilià i s'instal·là a Mèxic. Fou la primera artista hispana en actuar en el Carnegie Hall de Nova York (1964) i durant moltes dècades realitzà gires arreu del món, però no va poder tornar mai més a Cuba, un dels seus grans desitjos.